# 君山银针
君山银针是出产于中国湖南洞庭湖中君山岛的一种黄茶，只采集刚抽出尚未张开的茶树嫩芽制作，由于嫩芽细卷如针，故名君山银针，是中国十大名茶之一。由于其产地范围很小，细芽分量很轻，因此产量很少。
清代，君山茶分为“尖茶”、“茸茶”两种。“尖茶”如茶剑，白毛茸然，纳为贡茶，素称“贡尖”。
沏泡后黄汤黄茶，芽尖很轻，经沏泡张开后，在杯中根根直立不倒,如同“刀山剑硭”，并上下运动。芽片很嫩，喝完茶后残茶可以吃。

## 制作技艺
君山银针茶（时称“㴩湖茶”）在唐代即为贡品，其茶树种植及制作技艺在宋、明不断发展，至清代达到鼎盛。君山银针需在每年清明前后固定时段采摘首批嫩芽，其挑选标准严苛，素有“九不采”：雨天不采、风霜不采、开口不采、发紫不采、空心不采、弯曲不采、虫伤不采、细瘦不采、不合尺寸不采。每斤君山银针约需四万个壮实挺直、长短粗细均匀的茶芽，经杀青、摊晾、初烘、初包、复烘、摊晾、复包、焙干等八道工序处理。茶芽先放入锅中杀青叶，放入篾盘扬簸以散热去末，放到炕灶上初烘至五成干，用牛皮纸包好放入箱中发酵，闷至芽现黄后复烘至八成干，摊凉后再用牛皮纸包好放入箱中发酵，闷至茶芽色泽金黄、香气浓郁后火焙至足干。加工工序完毕后对茶进行分级，以壮实、挺直、亮黄者为上品。君山银针茶制作技艺主要传承方式为师徒传承和家庭传承。
2021年，君山银针茶制作技艺被列入第五批国家级非物质文化遗产。2022年，君山银针茶制作技艺随中国传统制茶技艺及其相关习俗被列入人类非物质文化遗产代表作名录，是唯一入选的黄茶。